# Mojkovac
Mojkovac (cyr. Мојковац) – miasto w Czarnogórze, siedziba gminy Mojkovac. W 2011 roku liczyło 3590 mieszkańców.
Nazwa pochodzi najprawdopodobniej od słowa kovač, czyli kowal. Miasto leży w północno-wschodniej części kraju, pomiędzy górami Bjelasica i Sinjajevina, nad rzeką Tarą. W Mojkovacu swój początek bierze najgłębszy w Europie kanion Tary. Na jego tarasach z bardzo żyzną glebą uprawia się w Mojkovacu kukurydzę - jest to jedno z nielicznych miejsc w Europie, gdzie roślinę tę uprawia się na takiej wysokości.
W historii Czarnogóry miasto zasłynęło z tzw. Bitwy o Mojkovac, w trakcie której w styczniu 1916 r. I Dywizja Czarnogórska zatrzymała armię austro-węgierską. Nie zapobiegło to jednak okupacja Czarnogóry, gdyż losy wojny rozstrzygnęły się nad morzem, w masywie Lovćen. Na pamiątkę bitwy wzniesiono pomnik, który znajduje się przy skrzyżowaniu dróg do Belgradu, Podgoricy i Žabljaka.
W mieście znajduje się stacja Mojkovac na linii kolejowej Belgrad - Bar. Przez miasto przebiega droga M2, główna droga łącząca wybrzeże adriatyckie i Podgoricę z północną częścią Czarnogóry i Serbią. W Mojkovacu od tej drogi odbija na zachód droga R4 łącząca miasto z Žabljakiem i wiodąca wzdłuż rzeki Tary. Najbliższym lotniskiem zaś jest Port lotniczy Podgorica, oddalony o 105 km.